# 봉수동
봉수동(蓬水洞)은 경상남도 진주시의 옛 행정동이다. 면적은 0.41km2이고, 인구는 행정동이 폐지되기 직전인 2013년 4월을 기준으로 2,017세대 4,451명이다.

## 개요
봉수동은 법정동인 봉래동과 수정동을 관할하는 행정동 명칭으로 1997년 7월 1일 진주시 조례에 의하여 두 법정동이 통합되어 봉래동(蓬萊洞)의 ‘蓬’자와 수정동(水晶洞)의 ‘水’자를 붙여 봉수동(蓬水洞)이라 이름하여 현재에 이르고 있다. 봉래동은 진주군 시대에는 중안면 1동·2동, 대안면 2동 지역이었다. 1914년 3월 1일에는 이들 지역 각 일부를 통합하여 진주면 비봉동이라 하였다가, 1932년에는 일본 제국주의에 의하여 일본식 지명으로 개칭되어 봉래정(蓬萊町)이라 하였다. 1949년 8월 15일 일본제국주의식 동명 변경으로 봉래동이 되었으며, 1997년 7월 1일 진주시 조례에 의하여 법정동인 수정동과 통합되어 행정동 명칭이 봉수동으로 되었다.
2013년 5월 1일 옥봉동과 함께 행정동이 중앙동에 통합되었다.

## 교육
- 봉래초등학교